# Памятник Учителю (Торопец)
Памятник Учителю — бронзовая скульптура в городе Торопец Тверской области (Россия), посвящённая образу учителя. Памятник поставлен не в честь конкретного человека, а как дань уважения торопчан всем, кто «сеет разумное, доброе, вечное».  Памятник создан на деньги, собранные выпускниками торопецкой школы № 1 1940—1950 годов, в числе которых был кардиохирург Владимир Алмазов.  Памятник Учителю является признанной достопримечательностью древнего русского города, привлекающей внимание туристов.
В сентябре 1968 года в Торопце отмечали 60-летие средней школы № 1. Более 300 выпускников школы, начиная с выпуска 1913 года, решили поставить памятник всем педагогам, которые не только учили, но и с оружием в руках защищали Родину. Вместе со своими выпускниками ушли на фронт директор школы № 1 А. И. Светиков, учителя И. Н. Гаврилов, Д. И. Бюро, Я. Т. Блоха, П.  А. Железняков, С. М. Михайлов, П. Я. Егоров.
Памятник учителю по проекту московских скульпторов Ю. Г. Орехова и В. Х. Думаняна, которые работали безвозмездно, открыт 27 июня 1974 года, к 900-летию основания Торопца. На памятнике высечены слова: «Учителю от благодарных учеников». Памятник, установленный на Комсомольской улице, напротив средней школы № 1, стал первым памятником учителю на территории СССР и России. Фигура олицетворяет учителя, ведущего урок: худощавый мужчина средних лет стоит в позе рассказчика, опершись на школьную парту. 
Каждый год, в День знаний и День Учителя, юные торопчане возлагают к памятнику цветы. В средней школе № 1 существует обычай: выпускной класс обязательно фотографируется перед памятником Учителю. Не обошлось и без примет: ученик, погладивший ногу памятника, не будет иметь проблем с оценками.